# Oxyothespis dumonti
Oxyothespis dumonti är en bönsyrseart som beskrevs av Lucien Chopard 1941. Oxyothespis dumonti ingår i släktet Oxyothespis och familjen Mantidae. Inga underarter finns listade i Catalogue of Life.